# Boulevard Angoulvant (Abidjan)
Pour l’article homonyme, voir Angoulvant.
Le boulevard Angoulvant est une voie d'Abidjan en Côte d'Ivoire.

## Origine du nom
Elle rend honneur à Gabriel Angoulvant, administrateur colonial français.